# لی داژائو

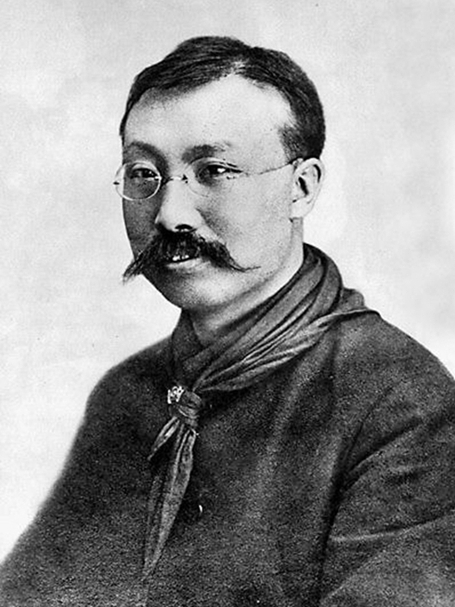
لی داژائو، از پایه‌گذاران حزب کمونیست چین - ۱۹۳۰

لی داژائو (۲۹ اکتبر ۱۸۸۸–۲۸ آوریل ۱۹۲۷) یک روشن‌فکر اهل چین بود، که در ۱۹۲۱، به‌هم‌راه چن دوژیو، حزب کمونیست چین را بنا نهاد.